# 阿布舍克·維爾馬
阿布舍克·維爾馬（英語：Abhishek Verma，1989年6月26日—），是一名印度的男子射箭運動員。他曾獲得2014年亞洲運動會男子團體復合弓金牌和男子個人復合弓銀牌。